# Дом Семерджиева (Симферополь)
Дом Семерджиева — комплекс зданий в центре Симферополя, состоящий из трёхэтажного мануфактурного магазина Семерджиева, находящегося на углу улиц Пушкина и Карла Маркса, и двухэтажного здания «Семерджиевской фотографии». Здания построены в конце XIX века — начале XX века. Памятник архитектуры.

## История

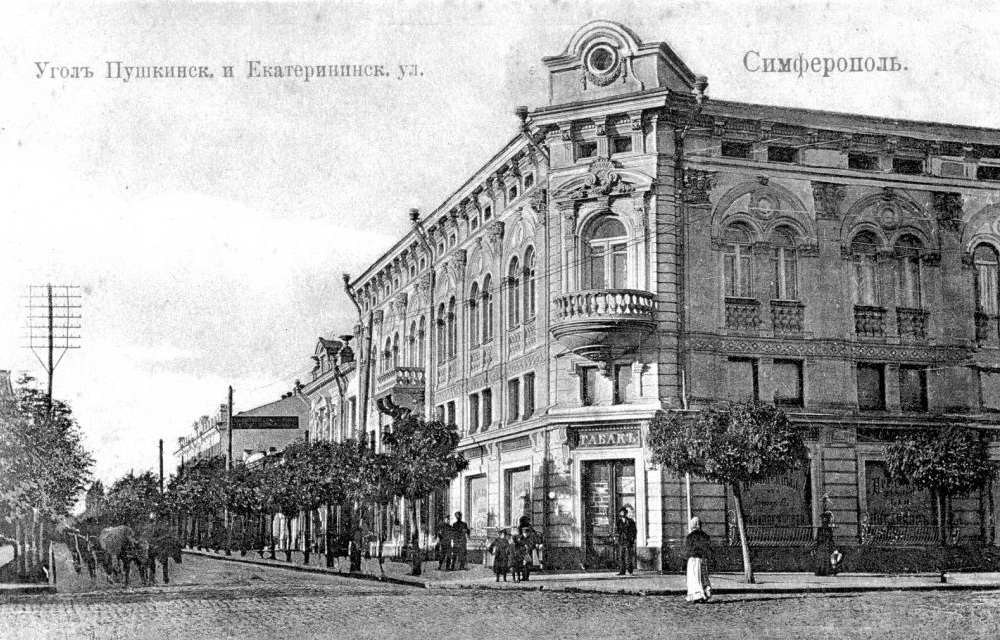
1908 год

На месте будущего дома Семерджиева ранее существовала усадьба, принадлежавшая Фридману и Пастаку.
Доходный дом Семерджиева на углу современных улиц Пушкина и Маркса был построен в конце XIX века купцом армянского происхождения Иваном (Ованес) Романовичем Семерджиевым (Семерджян). На первом этаже разместились магазины, на втором и третьем этаже — многокомнатные квартиры. В 1911 году на первом этаже работал «посудо-оружейный магазин И. И. Осокорева». После окончания гражданской войны здание занимал Дом инвалидов, в котором проживали военнослужащие Красной армии и политкаторжане. В 1990-е годы в здании размещался магазин «Сувенир».
Поскольку до 1904 года улицы Симферополя не имели нумерации домов, то их адреса обозначали именами владельцев и номером участка. Дом Семерджиева имел 141 номер участка. Номер до сих пор сохранился на фасаде здания.
В левом крыле, примыкающем к зданию, в 1907 году была построена двухэтажная пристройка, где разместилось фотоателье Семерджиева. Здание фотоателье было украшено надписью «Фотография» и стало первым зданием в городе, отведённым исключительно для нужд фотографов. Примечательно, что здание не изменило своего изначального предназначения до сегодняшнего дня. Первым владельцем фотоателье являлись Анисим Вознесенский и Константин Князьков, а фасад был украшен рекламным буклетом с надписью «Фотографы А. Вознесенский и К. Князьков, удостоенные Высочайшей награды Государя Императора, награды Его Высочества Эмира Бухарского, награды Ея Величества Королевы Сербской».
Приказом Министерства культуры и туризма Украины от 20 января 2012 года «Здание мануфактурного магазина Семерджиева» и «Семерджиевская фотография», как памятники архитектуры, были внесено в реестр памятников местного значения. После аннексии Крыма к РФ данный статус был переподтверждён постановлением Совета министров Республики Крым от 20 декабря 2016 года.
Согласно подготовленной в 2016 году Департаментом архитектуры и строительства Республики Крым программы «Воссоздание столичного облика и благоустройство города Симферополь» здания были включены в перечень объектов для ремонта и реставрации.

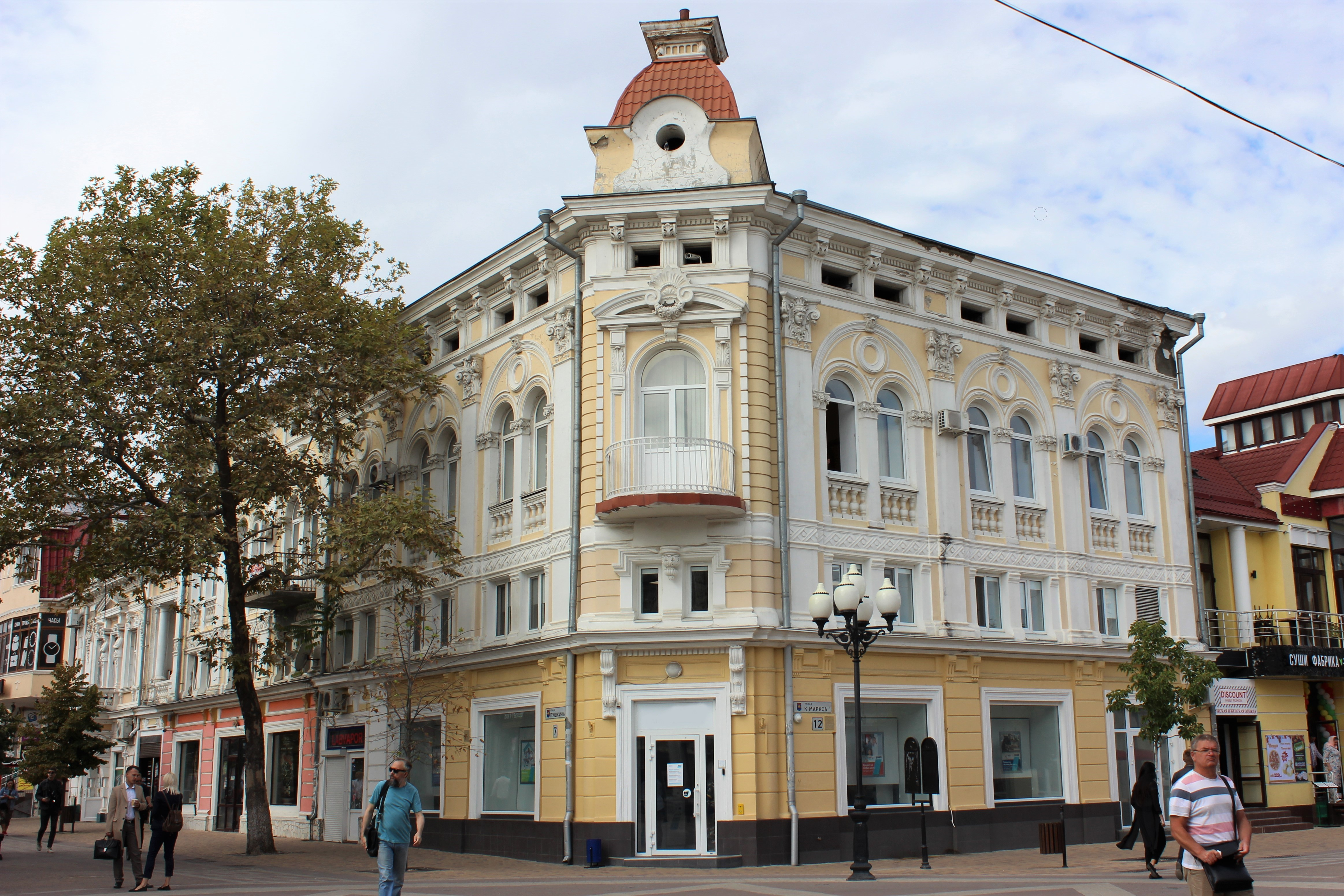
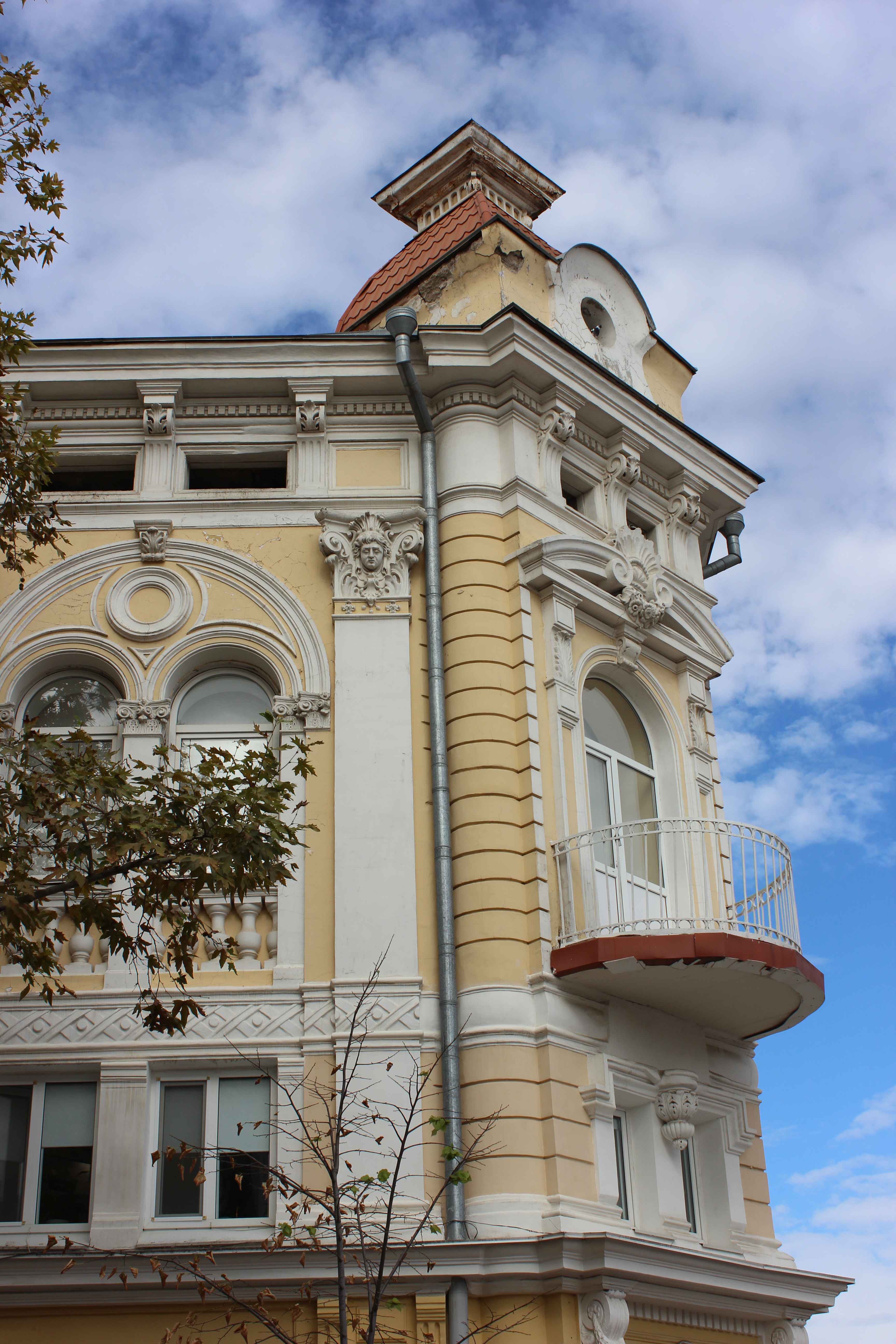
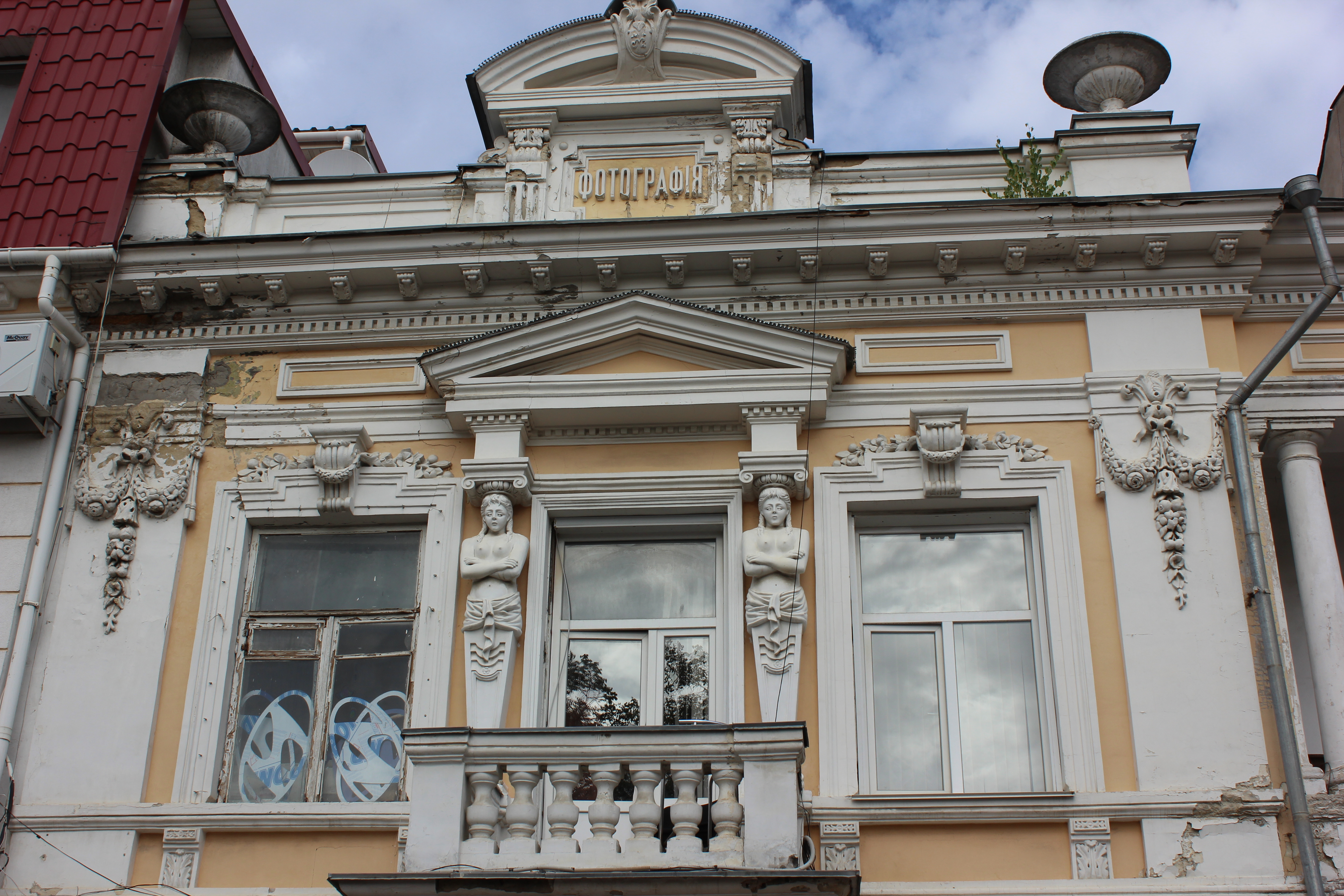
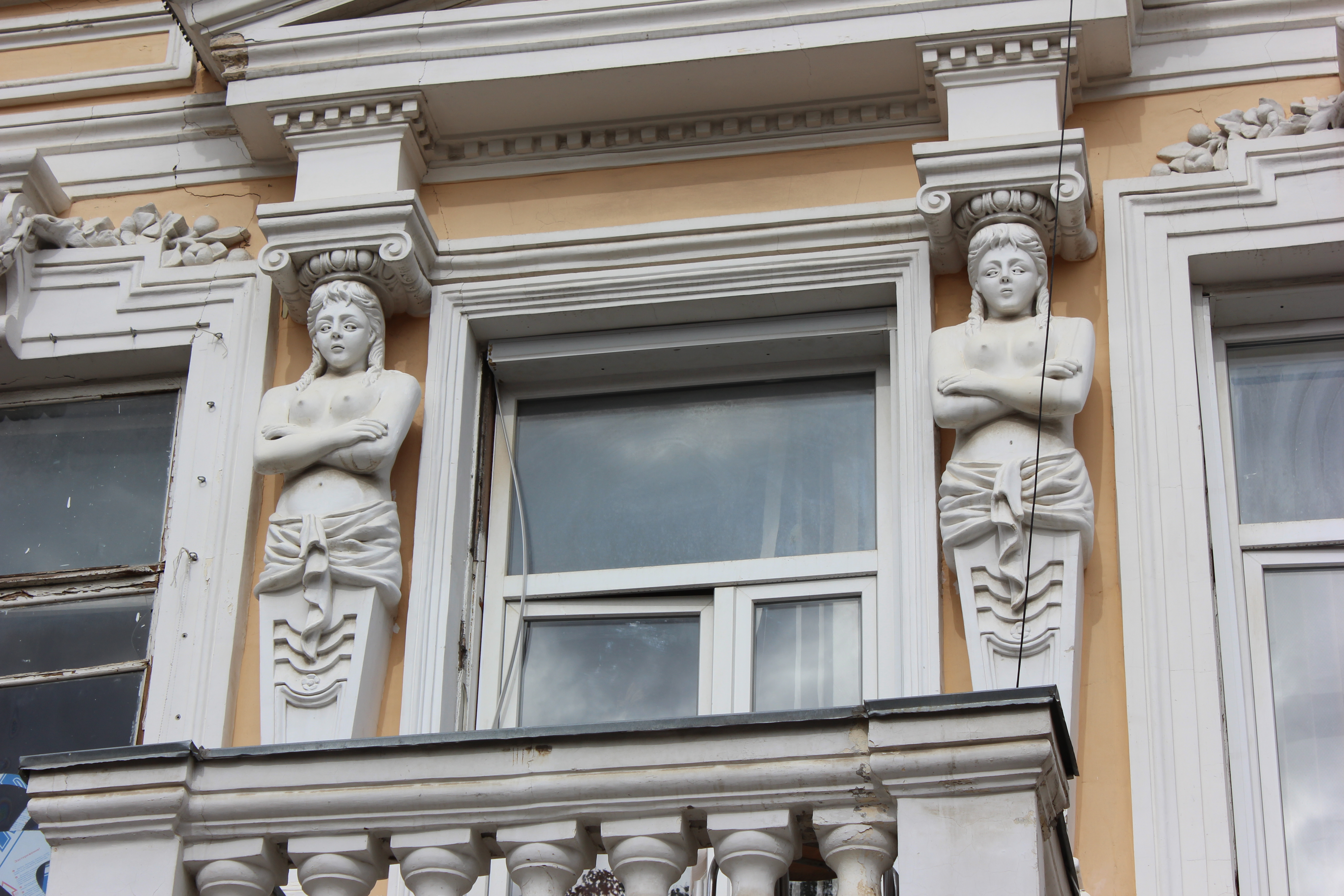